# Sociología de la historia de la ciencia

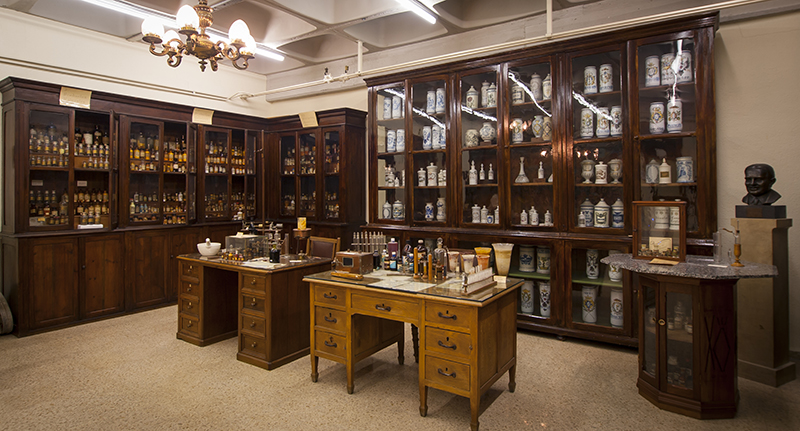
Sala de farmacia del Museo Vasco de Historia de la Medicina y la Ciencia, España

La sociología de la historia de la ciencia —relacionada con la sociología y la filosofía de la ciencia, así como con todo el campo de los estudios científicos— se ha ocupado en el siglo XX de la cuestión de los patrones y tendencias a gran escala en el desarrollo de la ciencia, y haciendo preguntas sobre cómo "funciona" la ciencia tanto en un sentido filosófico como práctico.

## La ciencia como empresa social
En los últimos siglos, la ciencia como empresa social ha crecido rápidamente. Las pocas personas que podían realizar investigaciones naturales en la antigüedad eran personas ricas, tenían patrocinadores adinerados o contaban con el respaldo de un grupo religioso. Hoy en día, la investigación científica cuenta con un enorme apoyo gubernamental y también con un apoyo continuo del sector privado.
Los métodos de comunicación disponibles han mejorado enormemente con el tiempo. En lugar de esperar meses o años a que llegue una carta copiada a mano, hoy la comunicación científica puede ser prácticamente instantánea. Anteriormente, la mayoría de los filósofos naturales trabajaban en relativo aislamiento, debido a la dificultad y lentitud de la comunicación. Aun así, hubo una cantidad considerable de fertilización cruzada entre grupos e individuos distantes.
Hoy en día, casi todos los científicos modernos participan en una comunidad científica, de naturaleza hipotéticamente global (aunque a menudo basada en relativamente pocas naciones e instituciones de talla), pero también fuertemente segregada en diferentes campos de estudio. La comunidad científica es importante porque representa una fuente de conocimiento establecido que, si se utiliza adecuadamente, debería ser más confiable que el conocimiento adquirido personalmente por cualquier individuo determinado. La comunidad también proporciona un mecanismo de retroalimentación, a menudo en forma de prácticas como revisión por pares y reproducibilidad. La mayoría de los elementos de contenido científico (resultados experimentales, propuestas teóricas o revisiones de la literatura) se publican en revistas científicas y están hipotéticamente sujetos al escrutinio de pares, aunque en las últimas décadas varios académicos críticos, tanto dentro como fuera de la comunidad científica, han comenzado a cuestionar el efecto de la inversión comercial y gubernamental en ciencia en el proceso de revisión y publicación por pares, así como las limitaciones disciplinarias internas al proceso de publicación científica.

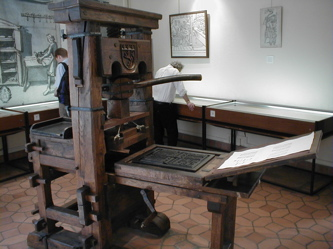
Las imprentas de la era Gutenberg permitieron la rápida difusión de nuevas ideas en la Europa de los siglos y.

Un avance importante de la Revolución Científica fue la fundación de sociedades científicas: la Academia Secretorum Naturae (Accademia dei Segreti, la Academia de los Misterios de la Naturaleza) puede considerarse la primera comunidad científica; fundada en Nápoles en 1560 por Giambattista della Porta. La academia tenía una regla de membresía exclusiva: el descubrimiento de una nueva ley de la naturaleza era un requisito previo para la admisión. Pronto fue cerrado por el Papa Pablo V por presunta brujería.
La Academia Secretorum Naturae fue reemplazada por la Accademia dei Lincei, fundada en Roma en 1603. El Lincei incluyó a Galileo como miembro, pero fracasó tras su condena en 1633. La Accademia del Cimento, Florencia 1657, duró 10 años. La Royal Society de Londres, desde 1660 hasta la actualidad, reunió a un grupo diverso de científicos para discutir teorías, realizar experimentos y revisar el trabajo de los demás. La Academia de Ciencias fue creada como institución del gobierno de Francia en 1666, reuniéndose en la biblioteca del Rey. La Akademie der Wissenschaften comenzó en Berlín en 1700.
Las primeras sociedades científicas proporcionaron funciones valiosas, incluida una comunidad abierta e interesada en la investigación empírica, y también más familiarizada y educada sobre el tema. En 1758, con la ayuda de sus alumnos, Lagrange fundó una sociedad, que posteriormente se incorporó como Academia de Turín.
Gran parte de lo que se considera la institución moderna de la ciencia se formó durante su profesionalización en el siglo XIX. Durante este tiempo, la ubicación de la investigación científica se desplazó principalmente hacia las universidades, aunque hasta cierto punto también se convirtió en un componente estándar de la industria. En los primeros años del siglo XX, especialmente después del papel de la ciencia en la Primera Guerra Mundial, los gobiernos de las principales naciones industriales comenzaron a invertir fuertemente en investigación científica. Este esfuerzo quedó eclipsado por la financiación de la investigación científica emprendida por todos los bandos en la Segunda Guerra Mundial, que produjo "armas maravillosas" como el radar, los cohetes y la bomba atómica. Durante la Guerra Fría, Estados Unidos, la URSS y muchas potencias europeas invirtieron una gran cantidad de recursos gubernamentales en la ciencia. Fue durante este tiempo que DARPA financió redes informáticas a nivel nacional, incluida ARPANET, el precursor de Internet. En la era posterior a la Guerra Fría, la disminución de la financiación gubernamental de muchos países se ha visto acompañada de un aumento de la inversión industrial y privada. La financiación de la ciencia es un factor importante en su desarrollo histórico y global. Entonces, aunque la ciencia tiene un alcance hipotéticamente internacional, en un sentido práctico generalmente se ha centrado en aquellos lugares donde pudo encontrar la mayor financiación.
Durante la Revolución Científica, los primeros científicos se comunicaban en latín, que había sido el idioma académico durante la Edad Media y que era leído y escrito por académicos de muchos países. A mediados del siglo XVII, comenzaron a aparecer publicaciones en los idiomas locales. En 1900, dominaban el alemán, el francés y el inglés. El sentimiento antialemán causado por la Primera Guerra Mundial y la Segunda Guerra Mundial y los boicots a los científicos alemanes resultaron en la pérdida del alemán como idioma científico. En las últimas décadas del siglo XX, el dominio económico y la productividad científica de los Estados Unidos llevaron al surgimiento del inglés, que después del final de la Guerra Fría se ha convertido en el idioma dominante de la comunicación científica.  

## Apoyo político
Uno de los requisitos básicos para una comunidad científica es la existencia y aprobación de un patrocinador político; en Inglaterra, la Royal Society opera bajo los auspicios de la monarquía; en Estados Unidos, la Academia Nacional de Ciencias fue fundada por una ley del Congreso de los Estados Unidos; etc. De lo contrario, cuando se estaban formulando los elementos básicos del conocimiento, los gobernantes políticos de las respectivas comunidades podrían optar arbitrariamente por apoyar o rechazar a las nacientes comunidades científicas. Por ejemplo, Alhazen tuvo que fingir locura para evitar la ejecución. El erudito Shen Kuo perdió apoyo político y no pudo continuar sus estudios hasta que realizó descubrimientos que demostraron su valor para los gobernantes políticos. El almirante Zheng He no pudo continuar sus viajes de exploración después de que los emperadores le retiraron su apoyo. Otro ejemplo famoso fue la supresión de la obra de Galileo; hacia el siglo XX, Galileo sería perdonado.

## Patrones en la historia de la ciencia
Una de las principales preocupaciones de quienes están interesados en la historia de la ciencia es si muestra o no ciertos patrones o tendencias, generalmente junto con la cuestión del cambio entre una o más teorías científicas. En términos generales, históricamente ha habido tres modelos principales adoptados en diversas formas dentro de la filosofía de la ciencia.

Tres modelos de cambio en las teorías científicas, representados gráficamente para reflejar aproximadamente los diferentes puntos de vista asociados con Karl Popper, Thomas Kuhn y Paul Feyerabend.

El primer modelo importante, implícito en la mayoría de las primeras historias de la ciencia y, en general, un modelo propuesto por los propios científicos en ejercicio en sus libros de texto, está asociado con las críticas al positivismo lógico realizadas por Karl Popper (1902 – 1994) de la década de 1930. El modelo de ciencia de Popper es aquel en el que el progreso científico se logra mediante la falsificación de teorías incorrectas y la adopción de teorías que se acercan progresivamente a la verdad. En este modelo, el progreso científico es una acumulación lineal de hechos, cada uno de los cuales se suma al anterior. En este modelo, la física de Aristóteles (384 a. C. – 322 a. C.) fue simplemente subsumida por el trabajo de Isaac Newton (1642 – 1727) (mecánica clásica), que a su vez fue eclipsada por el trabajo de Albert Einstein (1879 – 1955) (Relatividad), y más tarde la teoría de la mecánica cuántica (establecida en 1925), cada uno más preciso que el anterior.
Un desafío importante a este modelo provino del trabajo del historiador y filósofo Thomas Kuhn (1922 – 1996) en su obra La estructura de las revoluciones científicas publicada en 1962. Kuhn, un ex físico, argumentó en contra de la opinión de que el progreso científico era lineal y de que las teorías científicas modernas eran necesariamente versiones más precisas de las teorías del pasado. Más bien, la versión de Kuhn del desarrollo científico consistía en estructuras dominantes de pensamiento y prácticas, a las que llamó "paradigmas", en las que la investigación pasaba por fases de ciencia "normal" ("resolución de acertijos") y ciencia "revolucionaria" (probar nuevas teorías). basado en nuevos supuestos, provocados por la incertidumbre y la crisis de las teorías existentes). En el modelo de Kuhn, diferentes paradigmas representaban suposiciones enteramente diferentes e inconmensurables sobre el universo. Por lo tanto, el modo no estaba seguro de si los paradigmas cambiaron de una manera que necesariamente dependiera de un mayor logro de la verdad. En opinión de Kuhn, la física de Aristóteles, la mecánica clásica de Newton y la Relatividad de Einstein eran formas completamente diferentes de pensar sobre el mundo; cada paradigma sucesivo definió qué preguntas podían formularse sobre el mundo y (quizás arbitrariamente) descartó aspectos del paradigma anterior que ya no parecían aplicables o importantes. Kuhn afirmó que, lejos de simplemente basarse en los logros de la teoría anterior, cada nuevo paradigma esencialmente descarta la antigua forma de ver el universo y presenta su propio vocabulario para describirlo y sus propias pautas para expandir el conocimiento dentro del nuevo paradigma.
El modelo de Kuhn generó muchas sospechas por parte de científicos, historiadores y filósofos. Algunos científicos sintieron que Kuhn fue demasiado lejos al divorciar el progreso científico de la verdad; muchos historiadores sintieron que su argumento estaba demasiado codificado para algo tan polivariante e históricamente contingente como el cambio científico; y muchos filósofos sintieron que el argumento no iba lo suficientemente lejos. El extremo más extremo de tal razonamiento fue propuesto por el filósofo Paul Feyerabend (1924 – 1994), quien argumentó que no había metodologías consistentes utilizadas por todos los científicos en todos los tiempos que permitieran etiquetar ciertas formas de investigación como "científicas" de alguna manera. lo que los diferenciaba de cualquier otra forma de investigación, como la brujería. Feyerabend argumentó duramente en contra de la noción de que la falsación alguna vez haya sido realmente seguida en la historia de la ciencia, y señaló que los científicos habían emprendido durante mucho tiempo prácticas para considerar arbitrariamente que las teorías eran precisas incluso si no pasaban muchas series de pruebas. Feyerabend argumentó que se debería emprender una metodología pluralista para la investigación del conocimiento y señaló que muchas formas de conocimiento que antes se consideraban "no científicas" fueron luego aceptadas como parte válida del canon científico.
A lo largo de los años se han propuesto muchas otras teorías del cambio científico con diversos cambios de énfasis e implicaciones. Sin embargo, en general, la mayoría flota en algún punto entre estos tres modelos de cambio en la teoría científica, la conexión entre teoría y verdad y la naturaleza del progreso científico.

## La naturaleza del descubrimiento científico
Las ideas y los logros individuales se encuentran entre los aspectos más famosos de la ciencia, tanto internamente como en la sociedad en general. Figuras revolucionarias como Sir Isaac Newton o Albert Einstein suelen ser celebradas como genios y héroes de la ciencia. Los divulgadores de la ciencia, incluidos los medios de comunicación y los biógrafos científicos, contribuyen a este fenómeno. Pero muchos historiadores científicos enfatizan los aspectos colectivos del descubrimiento científico y restan importancia a la importancia del "¡Eureka!" momento.
Una mirada detallada a la historia de la ciencia a menudo revela que las mentes de los grandes pensadores se prepararon con los resultados de esfuerzos anteriores y, a menudo, llegan a escena para encontrar una crisis de un tipo u otro. Por ejemplo, Einstein no consideró la física del movimiento y la gravitación de forma aislada. Sus principales logros resolvieron un problema que había llegado a un punto crítico en este campo sólo en los últimos años — datos empíricos que mostraban que la velocidad de la luz era inexplicablemente constante, sin importar la velocidad aparente del observador. (Véase Experimento de Michelson-Morley) Sin esta información, es muy poco probable que Einstein hubiera concebido algo parecido a la relatividad.
La cuestión de quién debería recibir el crédito por un descubrimiento determinado es a menudo fuente de controversia. Hay muchas disputas de prioridad, en las que varios individuos o equipos tienen reclamos competitivos sobre quién descubrió algo primero. Los descubrimientos múltiples simultáneos son en realidad un fenómeno sorprendentemente común,  quizás explicado en gran medida por la idea de que contribuciones previas (incluido el surgimiento de contradicciones entre teorías existentes o resultados empíricos inesperados) preparan un determinado concepto para el descubrimiento. Las simples disputas de prioridad a menudo consisten en documentar cuándo se realizaron ciertos experimentos, o cuándo ciertas ideas se expresaron por primera vez a colegas o se registraron en un medio fijo.
Muchas veces la pregunta de exactamente qué evento debería calificarse como el momento del descubrimiento es difícil de responder. Uno de los ejemplos más famosos de esto es la cuestión del descubrimiento del oxígeno. Aunque Carl Wilhelm Scheele y Joseph Priestley pudieron concentrar oxígeno en el laboratorio y caracterizar sus propiedades, no lo reconocieron como un componente del aire. Priestly en realidad pensó que faltaba un componente hipotético del aire, conocido como flogisto, que se suponía que el aire absorbía de los materiales que se estaban quemando. Sólo varios años después, Antoine Lavoisier concibió por primera vez la noción moderna de oxígeno — una sustancia que se consume del aire en los procesos de combustión y respiración.
A finales del siglo XX, la investigación científica se ha convertido en un esfuerzo a gran escala, realizado en gran medida en equipos institucionales. La cantidad y frecuencia de la colaboración entre equipos ha seguido aumentando, especialmente después del auge de Internet, que es una herramienta central para la comunidad científica moderna. Esto complica aún más la noción de logro individual en ciencia.